# Mateřské znaménko
Mateřské znaménko (lat. naevus, počeštěně névus) je vrozená nezhoubná nepravidelnost na kůži, která se objevuje při narození nebo krátce po narození, obvykle v prvním měsíci. Může se vyskytovat kdekoli na kůži.
Mateřská znaménka jsou způsobena prorůstáním krevních cév, melanocytů, hladké svaloviny, tuku, fibroblastů nebo keratinocytů. Dermatologové dělí mateřská znaménka na dva typy: pigmentová a cévní mateřská znaménka.
Mezi pigmentová mateřská znaménka, způsobená nadbytkem kožních pigmentových buněk, patří:
- kongenitální pigmentový névus (syn. kongenitální melanocytární névus, CMN)
- skvrna café au lait
- mongolská skvrna

Cévní mateřská znaménka, nazývaná také červená mateřská znaménka, jsou způsobena zvýšeným množstvím krevních cév. Patří mezi ně:
- nevus flammeus (lidově zvaný oheň)
- hemangiom

Mateřská znaménka vznikají v důsledku lokalizované nerovnováhy ve faktorech řídících vývoj a migraci kožních buněk. Kromě toho je známo, že cévní mateřská znaménka nejsou dědičná.